# Ceropegia christenseniana
Ceropegia christenseniana är en oleanderväxtart som beskrevs av Handel-mazzetti. Ceropegia christenseniana ingår i släktet Ceropegia och familjen oleanderväxter. Inga underarter finns listade i Catalogue of Life.